# Plumularia michaelseni
Plumularia michaelseni is een hydroïdpoliep uit de familie Plumulariidae. De poliep komt uit het geslacht Plumularia. Plumularia michaelseni werd in 1924 voor het eerst wetenschappelijk beschreven door Stechow. 